# Irokesiska folk

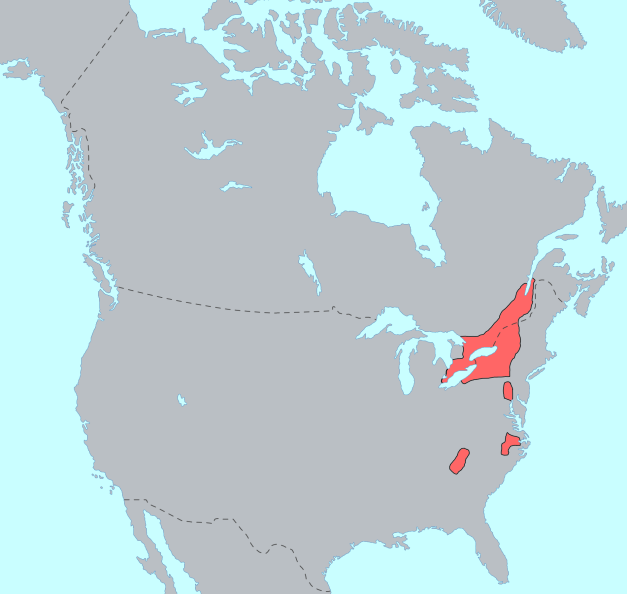
De irokesiska folkens bosättningsområde omkring 1535.

De irokesiska folken eller Nadouek utgörs av de nordamerikanska ursprungsbefolkningar vilka talade ett irokesiskt språk.

## Nordöstra skogsområdet
I det nordöstra skogsområdet fanns under historisk tid följande irokesiska folk:
- Saint Lawrence-irokeser
- Huroner
- Petuner
- Wyandoter
- Neutrala
- Wenro
- Erie
- Irokesförbundet
  - Seneca
  - Cayuga
  - Onondaga
  - Oneida
  - Mohawker
- Mingo
- Susquehannocker

## Sydöstra skogsområdet
I det sydöstra skogsområdet fanns under historisk tid följande irokesiska folk:
- Cherokeser

## Övergångsområdet
I övergångsområdet mellan det nordöstra och det sydöstra skogsområdena levde flera irokesiska folk: 
- Tuscarora
- Nottoway
- Meherrin